# Война годов Онин
Война годов Онин, Смута годов Онин (яп. 応仁の乱 О:нин но ран) — гражданская война в средневековой Японии, длившаяся 10 лет (с 1467 по 1477 годы). Её отличительная черта в том, что она происходила не на всей территории Японии, а в основном в её столице — Киото.

## Предпосылки
К середине XV века правители провинций (сюго) поняли, что центральное правительство слабеет, и, осмелев, перестали считаться с властью сёгуна.
Сюго укрепляли своё собственное могущество, всю свою власть они использовали только в своих интересах. В результате таких действий образовался новый тип феодалов — даймё, сочетавших в себе основанную на должностных правах власть и военно-экономическое могущество.
К середине XV века сёгуном стал Асикага Ёсимаса. Он был эстетом, знатоком живописи, музыки, но не воином и не искусным правителем. Ёсимаса стремился отречься от власти и посвятить себя духовным удовольствиям. Детей у Ёсимасы не было, и он решил избрать своим преемником младшего брата Ёсими. Жена Ёсимасы, Хино Томико, происходила из семьи, которая не была кровно связана с семьёй сёгуна. Ёсимаса ненавидел её родных за постоянное вмешательство в его дела. Он испытал величайшее потрясение, когда Томико родила ему сына и решительно заявила, что сёгунат перейдёт к младенцу Ёсихисе.
Томико надеялась, что её сыну поможет стать сёгуном один из трёх министров — Ямана Мотитоё (Содзэн). Но Ёсими тоже пользовался поддержкой министра Хосокавы Кацумото. Вспыхнул спор из-за прав наследования, вдобавок к этому конфликту подключились враждующие кланы Сиба и Хатакэяма. Соперники начали созывать сторонников. В 1467 году две большие армии (численность одной из армий была 250 тысяч, но эта цифра, вероятно, завышена) двинулись друг на друга из восточных и западных районов Киото.

## Ход войны

### Война в Киото
В мае 1467 года начались сражения. На первом этапе войны войска рода Хосокава («восток») численностью около 160 тысяч, созванные из 24 провинций, сражались преимущественно с силами Яманы Мотитоё («запад»), которые составляли 90 тысяч человек из 20 провинций. Силы рода Хосокава чуть не попали в окружение в Киото, после того как к западным силам присоединилось мощная 20-тысячная армия Оути Масахиро. Но к силам восточной армии тоже подошли дружественные войска, разорвали кольцо и соединились с основной армией.
Через 3 месяца вся северная часть Киото была разрушена. Предупредив враждующих, что виновниками будут объявлены те, кто развязал войну, сёгун решил больше не вмешиваться. Обе армии существовали благодаря припасам, привозимым из дальних провинций. Ямана захватил 7 из 8 городских ворот, планируя тем самым отрезать поставку провизии противнику и вынудить сдаться. Но к тому времени бои шли уже далеко за пределами Киото, а после того как пала централизованная власть, гражданская война охватила всю Японию. В провинциях участились конфликты между сторонниками обеих армий. Землевладельцы, пользуясь моментом, стали сводить личные счеты. В армии было призвано множество воинов асигару. Бандиты нападали на всех слабых без разбору. Вскоре даже очевидцы перестали понимать, что, собственно, происходит.  

### Общественный бунт Гэкокудзё
Крестьяне и мелкие самураи, недовольные подобным состоянием дел, сами принялись бунтовать. Этот период в японской историографии называется «Гэкокудзё» (яп. 下剋上 гэкокудзё:, «Низший подавляет высшего»), а крестьянские восстания в эпоху Муромати — «доикки» (яп. 土一揆). Кроме того, крупное восстание подняла буддийская секта Дзёдо-синсю, пользовавшаяся огромным влиянием в регионе Хокурику. Взбунтовавшиеся монахи отправились в провинцию Кага, где объединились с бедными самураями, положив начало движению Икко-икки — «объединённый союз».

### Конец войны
В конце концов Асикага Ёсими откликнулся на призывы Асикаги Ёсимасы и Ямана Содзэна и вернулся в Киото. Все ещё опасаясь за свою жизнь, Ёсими вскоре опять сбежал, теперь уже на гору Коя. Впоследствии западные войска под предводительством Ямана избрали Ёсими своим лидером. Это означало, что первоначальные причины войны были полностью забыты, так как Ёсими поддерживал клан Хосокава («восток»).
Борьба за Киото велась с переменным успехом, но значительно ослабела в 1473 году, когда Ямана Содзэн и Хосокава Кацумото скончались. Через год Асикага Ёсимаса официально отрёкся от престола, а девятым сёгуном стал Ёсихиса. В 1477 году Западная армия под предводительством Оути Масахиро покинула город. Эту дату принято считать концом войны Онин.

## Итоги
Смута Онин положила начало новой эпохе феодальной раздробленности — Сэнгоку Дзидай, «эпохе воюющих провинций».